# Mezera vědění a jednání
Mezera vědění a jednání (anglicky knowledge-action gap) je stav, kdy člověk ví, co má dělat, ale přesto tak nekoná. Termín je nejčastěji používán v kontextu environmentalistiky. Synonymy pro tento pojem jsou také termíny jako „attitude-behavior gap“ nebo tzv. „value-action gap“. V politologii se takto označuje stav, kdy navzdory všeobecné informovanosti vládnoucí skupiny o určité problematice nedochází ke krokům nutným pro její zlepšení.

## Mezera vědění a jednání v ekologii
Bariéry mezi věděním a jednáním způsobují odklon od tzv. „proenvironmentálního chování“, které souvisí s užíváním udržitelných zdrojů a omezování spotřeby energie. Důležitou součástí přenosu informací o zhoršujícím se stavu životního prostředí jsou odborníci a vědci, kteří poskytují znalosti o problematice tvůrcům politik a apelují na nutnost aplikace v praxi. Jedním z důvodů, proč mezera vědění a jednání vzniká, je špatné zpracování a formulování vědeckých důkazů vládnoucími činiteli a tvůrci politik na základě jejich osobních zkušeností a poznatků. Podle studie Jamesa Blakea je příčinou nefunkčnosti ekologické politiky v praxi, nevhodné nastavení environmentálního programu vládnoucí skupinou. Ty řeší přednostně problémy, které nemění strukturu aktuální politiky a nevedou k podstatným změnám životního prostředí. Dalším faktorem ovlivňující politickou vůli dělat ekologickou politiku může být obava z negativního dopadu na ekonomiku. Zájem průmyslové lobby je v konfliktu s morálně ekologickým aspektem. Úbytek pracovních míst se používá jako odstrašující příklad působení proenvironmentální politiky a mlčky se přechází paradox, že i boj proti environmentálním rizikům se mezitím stal vzkvétajícím průmyslovým odvětvím. Političtí aktéři často podporují řešení, která mají daleko k těm ideálním. Místo přechodu na ekologičtější zdroje či zaměření se na jádro problému politici podnikají jen symbolické kroky, které společnost udržují v domnění, že dělají ekologickou politiku. Ulrich Beck to nazývá kosmetikou rizika. Příkladem mohou být filtrační systémy, které zachycují škodlivé látky před vstupem do vnějšího prostředí.

## Příklady v praxi
Překážkami v implementaci proenvironmentální politiky může být např. nedostatek financí nebo chybná interpretace vědeckých informací. Právě ekonomická dimenze diskutovaných řešení ovlivnila návrh zavedení systému zálohování PET lahví v Česku. Takový systém by znamenal nárůst nákladů výrobců na přepravu, skladování a koupi nových technologií. Podobným příkladem snahy zlepšit stav životního prostředí v Česku bylo omezení aktivity uhelných elektráren jako většinového zdroje energie. Nahradit uhlí jinou nerostnou surovinou může být problematické, v důsledku vysokých cen ostatních komodit a stabilitě jejich dovozu. Ne vždy je však tento fenomén jedinou překážkou.

## Model implementace
Otázkou vztahu politik a dostupnosti informací se zabývali Donald S. van Meter a Carl E. van Horn, kteří vytvořili model pro takový vztah v praxi. Úroveň politické podpory popsali jako vliv několika jevů, např. účasti organizací, občanů, nebo zájmových skupin na realizaci vládních programů. Na příkladu zhoršených podmínek životního prostředí zdůrazňují pozitivní vliv zájmu jednotlivce na jejich změnu. Model implementace závisí také na dalších faktorech:
- Při nejasných požadavcích, instrukcích a nepřesné komunikaci mezi tvůrcem nařízení a jejich realizátorem může dojít k snížené efektivitě zavádění stanovených směrnic.
- Neschopnost řešit problémy vzniklé ve spojení s požadavky vládnoucích skupin. Tento faktor zahrnuje množství a kvalitu politických zdrojů, účinek donucovacích prostředků, formálních a neformálních vazeb realizátorů na tvůrce politiky a ekonomické, sociální a politické možnosti implementace politiky.
- Osobní stanovisko vykonavatelů a jejich preference zavést politiku do praxe. V důsledku nesouhlasu skupin podílejících se na politice vznikají dispoziční konflikty.[9]